# Co za kreskówka!
Co za kreskówka! (ang. What a Cartoon!) – seria kreskówek powstałych w połowie lat 90. XX w. wyemitowanych przez Cartoon Network. Niektóre oddzielne kreskówki zapoczątkowały całą serię. Serial emitowany był w Polsce na kanale Cartoon Network.

## O serialu
Pomysł na projekt Co za kreskówka! zrodził się w głowie Freda Seiberta, dyrektora kreatywnego kanałów MTV i Nickelodeon, który przed założeniem Frederator Studios pełnił funkcję prezesa wytwórni Hanna-Barbera. Celem Seiberta było przywrócenie mocy twórczej autorom kreskówek, poprzez powrót do atmosfery panującej w latach 40. XX wieku, kiedy to zrodziło się wiele gwiazd filmów animowanych. Każda animacja z cyklu została wykonana tradycyjnymi metodami, na podstawie oryginalnego storyboardu narysowanego i napisanego przez ich twórców.
Każdy twórca biorący udział w projekcie współpracował z „korpusem kreatywnym” Hanny-Barbery – dyrektorem artystycznym Jessem Staggiem i projektantką Kelly Wheeler, w celu stworzenia serii wysokiej jakości, limitowanych plakatów. Po długotrwałej wymianie maili z najważniejszymi osobami związanymi z branżą animacji Co za kreskówka! wystartowała. Pierwsza kampania plakatowa zaprezentowała światu wiele nowych, przełomowych postaci, z których część na stałe wpisała się w historię filmów animowanych.
Pierwszy odcinek cyklu, Felerne mięso (debiutowy odcinek serialu Atomówki), zaprezentowano 20 lutego 1995 roku, w specjalnym programie World Premiere Toons wyemitowanym na kanale Cartoon Network. Oryginalna seria składała się z 48 kreskówek, emitowanych do 1997 roku. W późniejszych latach do antologii włączono kilka dodatkowych odcinków, z których ostatni, Whatever Happened to Robot Jones?, pojawił się 25 sierpnia 2000 roku.
Co za kreskówka! dała początek wielu produkcjom – te odcinki serii, które odniosły największy sukces, doczekały się kontynuacji w postaci całych seriali. W ten sposób powstały serie, takie jak Laboratorium Dextera, Atomówki, Johnny Bravo, Krowa i Kurczak, czy Chojrak – tchórzliwy pies. Z kolei kreskówka Larry and Steve stała się prototypem serialu dla dorosłych Głowa rodziny. W 2008 roku podjęto próbę stworzenia podobnej antologii kreskówek. Nowy projekt, nazwany The Cartoonstitute, został zawieszony.

## Wersja polska

### Co za kreskówka!
Opracowanie: Master Film

Reżyseria:
- Paweł Łysak (odc. 1),
- Ilona Kuśmierska (odc. 2),
- Maria Horodecka (odc. 4, 15, 31, 43),
- Anna Górna (odc. 16, 29, 38)

Dialogi:
- Elżbieta Kowalska (odc. 1, 16, 38),
- Elżbieta Łopatniukowa (odc. 2),
- Kaja Sikorska (odc. 4, 15, 31, 43),
- Elżbieta Jeżewska (odc. 29)

Dźwięk:
- Urszula Ziarkiewicz (odc. 1),
- Agnieszka Łukasiewicz (odc. 4, 15, 29, 31, 38, 43),
- Iwona Ejsmund (odc. 16)

Montaż:
- Agnieszka Kołodziejczyk (odc. 1)
- Gabriela Turant-Wiśniewska (odc. 4, 15-16, 29, 31, 34, 38, 43)

Kierownictwo produkcji:
- Romuald Cieślak (odc. 1)
- Dorota Suske-Bodych (odc. 4, 15, 31, 43),
- Mieczysława Kucharska (odc. 16, 29, 34, 38)

Teksty piosenek: Andrzej Brzeski (odc. 15, 43)

Opracowanie muzyczne Eugeniusz Majchrzak (odc. 15, 43)

Wystąpili:
- Robert Czebotar –
  - narrator (odc. 1, 22),
  - Steve (odc. 41),
  - Johnny (odc. 47)
- Beata Jankowska-Tzimas – Bójka (odc. 1, 22)
- Jolanta Wilk – Bajka (odc. 1, 22)
- Edyta Jungowska – Brawurka (odc. 1, 22)
- Tomasz Marzecki – Feler Lumpeks (odc. 1)
- Ryszard Nawrocki –
  - burmistrz (odc. 1),
  - właściciel (odc. 29)
- Katarzyna Tatarak – panna Keane (odc. 1)
- Joanna Wizmur –
  - Dexter (odc. 2),
  - Doris (odc. 34)
- Beata Wyrąbkiewicz - Dee Dee (odc. 2)
- Kinga Tabor-Szymaniak - mama Dextera i Dee Dee (odc. 2)
- Zbigniew Suszyński –
  - Dino (odc. 4),
  - członek Kanadyjskiej Policji Konnej (odc. 15),
  - szef (odc. 31),
  - Szamas Drapieżny wieloryb (odc. 43)
- Robert Tondera –
  - kot (odc. 4),
  - jeden z pracowników (odc. 31),
  - Buzzy Presscott (odc. 43)
- Włodzimierz Bednarski –
  - Fred Flintstone (odc. 4),
  - niedźwiedź Noof (odc. 15)
- Małgorzata Drozd –
  - Wilma Flintstone (odc. 4),
  - przewodniczka (odc. 31)
- Maciej Robakiewicz – kadet Yoink (odc. 15)
- Wojciech Paszkowski –
  - sierżant Potężny (odc. 15),
  - różne role (odc. 38),
  - konferansjer (odc. 43)
- Aleksander Mikołajczak –
  - kapitan Kanadyjskiej Policji Konnej (odc. 15),
  - Godfrey (odc. 31)
- Jarosław Boberek – Kaczor Yuckie (odc. 16)
- Mirosław Zbrojewicz – lew (odc. 16)
- Andrzej Arciszewski – ojciec Miny (odc. 17)
- Jacek Rozenek –
  - Hrabia (odc. 17),
  - jeden z psów (odc. 29),
  - pies Snoot (odc. 40)
- Jacek Kawalec – robal (odc. 19)
- Marcin Troński – ptak (odc. 19)
- Mieczysław Morański –
  - krab (odc. 24),
  - różne role (odc. 38)
- Andrzej Gawroński –
  - Dziadek (odc. 27),
  - Kasanowa (odc. 34),
  - starzec (38)
- Ryszard Olesiński – 
  - jeden z psów (odc. 29),
  - widz chcący Lothara (odc. 43),
  - syberyjski listonosz (odc. 43),
  - sprzedawca kiełbasek (odc. 43),
  - mężczyzna z tłumu (odc. 43)
- Jerzy Słonka (odc. 29)
- Jacek Bończyk (odc. 29)
- Wojciech Machnicki (odc. 29)
- Robert Rozmus – Zeek (odc. 31)
- Cezary Kwieciński –
  - przepychaczka Szambonurek (odc. 31)
  - chłopiec w czarnej koszuli z białą czaszką (odc. 43)
- Jacek Jarosz - Luther (odc. 38)
- Anna Majcher - piękna kobieta (odc. 38)
- Janusz Bukowski – Larry (odc. 41)
- Dariusz Odija –
  - Bill Niedźwiedź (odc. 43)
  - Lothar Siłacz (odc. 43)
- Radosław Pazura – Skoczek Małpa (odc. 43)
- Stefan Knothe – Żółwik (odc. 43)
- Jerzy Dominik – człowiek (odc. 47)

i inni
Lektor: Zbigniew Suszyński

### Cartoon Cartoons
Opracowanie: Studio Sonica

Wystąpili:
- Kajetan Lewandowski – Trevor (odc. 54)
- Andrzej Gawroński – nauczyciel (odc. 54)
- Sławomir Pacek (odc. 54)
- Tadeusz Borowski – kot Vivianna (odc. 56)
- Jacek Kopczyński – pies Rolo (odc. 56)
- Teresa Lipowska – właścicielka (odc. 56)

Lektor: Jerzy Dominik

## Lista kreskówek
| Nr                                           | Data premiery (USA) | Tytuł oryginalny                                             | Tytuł polski                                                      | Autor                                                    | Studio                                                                                |
| -------------------------------------------- | ------------------- | ------------------------------------------------------------ | ----------------------------------------------------------------- | -------------------------------------------------------- | ------------------------------------------------------------------------------------- |
|                                              |                     |                                                              |                                                                   |                                                          |                                                                                       |
| SERIA PIERWSZA (CO ZA KRESKÓWKA!, 1995-1997) |                     |                                                              |                                                                   |                                                          |                                                                                       |
|                                              |                     |                                                              |                                                                   |                                                          |                                                                                       |
| 01                                           | 20.02.1995          | The Powerpuff Girls in: Meat Fuzzy Lumpkins                  | Atomówki w filmie: Felerne mięso                                  | Craig McCracken                                          | Hanna-Barbera                                                                         |
|                                              |                     |                                                              |                                                                   |                                                          |                                                                                       |
| 02                                           | 26.02.1995          | Dexter's Laboratory: Changes                                 | Laboratorium Dextera: Przemiany                                   | Genndy Tartakovsky                                       | Hanna-Barbera                                                                         |
|                                              |                     |                                                              |                                                                   |                                                          |                                                                                       |
| 03                                           | 05.03.1995          | Yuckie Duck in: Short Orders                                 |                                                                   | Pat Ventura                                              | Hanna-Barbera                                                                         |
|                                              |                     |                                                              |                                                                   |                                                          |                                                                                       |
| 04                                           | 19.03.1995          | Dino in: Stay Out!                                           | Dino w filmie: Wyrzuć kota!                                       | Joseph Barbera                                           | Hanna-Barbera                                                                         |
|                                              |                     |                                                              |                                                                   |                                                          |                                                                                       |
| 05                                           | 26.03.1995          | Johnny Bravo                                                 | Johnny Bravo                                                      | Van Partible                                             | Hanna-Barbera                                                                         |
|                                              |                     |                                                              |                                                                   |                                                          |                                                                                       |
| 06                                           | 02.04.1995          | Sledgehammer O’ Possum in: Out and About                     |                                                                   | Patrick Ventura                                          | Hanna-Barbera                                                                         |
|                                              |                     |                                                              |                                                                   |                                                          |                                                                                       |
| 07                                           | 09.04.1995          | George and Junior in: Look Out Below                         | George i Junior w filmie: Przepychanka                            | Pat Ventura                                              | Hanna-Barbera                                                                         |
|                                              |                     |                                                              |                                                                   |                                                          |                                                                                       |
| 08                                           | 16.04.1995          | Hard Luck Duck                                               |                                                                   | William Hanna                                            | Hanna-Barbera                                                                         |
|                                              |                     |                                                              |                                                                   |                                                          |                                                                                       |
| 09                                           | 18.06.1995          | Shake and Flick: Raw Deal in Rome                            |                                                                   | Michael Rann, Eugene Mattos, George Johnson              | Hanna-Barbera                                                                         |
|                                              |                     |                                                              |                                                                   |                                                          |                                                                                       |
| 10                                           | 25.06.1995          | The Adventures of Captain Buzz Cheeply in: A Clean Getaway   |                                                                   | Meinert Hansen                                           | Hanna-Barbera                                                                         |
|                                              |                     |                                                              |                                                                   |                                                          |                                                                                       |
| 11                                           | 02.07.1995          | O. Ratz with Dave D. Fly in: Rat In A Hot Tin Can            |                                                                   | Jerry Reynolds, Russ Harris                              | Hanna-Barbera                                                                         |
|                                              |                     |                                                              |                                                                   |                                                          |                                                                                       |
| 12                                           | 09.07.1995          | Phish and Chip in: Short Pfuse                               |                                                                   | Butch Hartman, Michael Rann, Eugene Mattos               | Hanna-Barbera                                                                         |
|                                              |                     |                                                              |                                                                   |                                                          |                                                                                       |
| 13                                           | 16.07.1995          | The Fat Cats in: Dry Dry Drips                               |                                                                   | Jon McClenahan                                           | Hanna-Barbera                                                                         |
|                                              |                     |                                                              |                                                                   |                                                          |                                                                                       |
| 14                                           | 23.07.1995          | George and Junior’s Christmas Spectacular                    |                                                                   | Patrick A. Ventura                                       | Hanna-Barbera                                                                         |
|                                              |                     |                                                              |                                                                   |                                                          |                                                                                       |
| 15                                           | 30.07.1995          | Yoink! of the Yukon                                          | Yonk! z Jukonu                                                    | Don Jurwich, Jerry Eisenberg, Jim Ryan                   | Hanna-Barbera                                                                         |
|                                              |                     |                                                              |                                                                   |                                                          |                                                                                       |
| 16                                           | 06.08.1995          | Yuckie Duck in: I’m On My Way                                | Już jadę                                                          | Patrick A. Ventura                                       | Hanna-Barbera                                                                         |
|                                              |                     |                                                              |                                                                   |                                                          |                                                                                       |
| 17                                           | 05.11.1995          | Mina and the Count: Interlude With A Vampire                 | Mina i Hrabia: Zabawy z wampirem                                  | Rob Renzetti                                             | Hanna-Barbera                                                                         |
|                                              |                     |                                                              |                                                                   |                                                          |                                                                                       |
| 18                                           | 12.11.1995          | Cow and Chicken in: No Smoking                               | Krowa i Kurczak w filmie: Nie pal                                 | Dave Feiss                                               | Hanna-Barbera                                                                         |
|                                              |                     |                                                              |                                                                   |                                                          |                                                                                       |
| 19                                           | 01.01.1996          | Boid N’ Woim                                                 |                                                                   | C. Miles Thompson                                        | Hanna-Barbera                                                                         |
|                                              |                     |                                                              |                                                                   |                                                          |                                                                                       |
| 20                                           | 14.01.1996          | Jof in: Help?                                                | Wyrzuć kota!                                                      | Bruno Bozzetto                                           | Hanna-Barbera                                                                         |
|                                              |                     |                                                              |                                                                   |                                                          |                                                                                       |
| 21                                           | 21.01.1996          | Podunk Possum in: One Step Beyond                            |                                                                   | Joe Orrantia, Elizabeth Stonecypher                      | Cartoon Network Studios                                                               |
|                                              |                     |                                                              |                                                                   |                                                          |                                                                                       |
| 22                                           | 28.01.1996          | The Powerpuff Girls in: Crime 101                            | Atomówki w filmie: Podstawy zbrodni                               | Craig McCracken                                          | Hanna-Barbera                                                                         |
|                                              |                     |                                                              |                                                                   |                                                          |                                                                                       |
| 23                                           | 04.02.1996          | Wind-Up Wolf                                                 |                                                                   | William Hanna                                            | Hanna-Barbera                                                                         |
|                                              |                     |                                                              |                                                                   |                                                          |                                                                                       |
| 24                                           | 11.02.1996          | Hillbilly Blue                                               |                                                                   | Michael Ryan                                             | Hanna-Barbera                                                                         |
|                                              |                     |                                                              |                                                                   |                                                          |                                                                                       |
| 25                                           | 18.02.1996          | Courage the Cowardly Dog in: The Chicken from Outer Space    | Chojrak – tchórzliwy pies w filmie: Kurczak z kosmosu             | John R. Dilworth                                         | Hanna-Barbera                                                                         |
|                                              |                     |                                                              |                                                                   |                                                          |                                                                                       |
| 26                                           | 25.02.1996          | Pizza Boy in: No Tip                                         |                                                                   | Robert Alvarez                                           | Hanna-Barbera                                                                         |
|                                              |                     |                                                              |                                                                   |                                                          |                                                                                       |
| 27                                           | 03.03.1996          | Gramps                                                       | Dziadziuś                                                         | Mike Ryan, Butch Hartman                                 | Hanna-Barbera                                                                         |
|                                              |                     |                                                              |                                                                   |                                                          |                                                                                       |
| 28                                           | 10.03.1996          | Dexter's Laboratory: Big Sister                              | Laboratorium Dextera: Wielka siostra                              | Genndy Tartakovsky                                       | Hanna-Barbera                                                                         |
|                                              |                     |                                                              |                                                                   |                                                          |                                                                                       |
| 29                                           | 17.03.1996          | Bloo’s Gang in: Bow-Wow Buccaneers                           | Psi gang                                                          | Mike Milo, Harry McLaughlin                              | Hanna-Barbera                                                                         |
|                                              |                     |                                                              |                                                                   |                                                          |                                                                                       |
| 30                                           | 09.10.1996          | Jungle Boy in: Mr. Monkeyman                                 | Fałszywy Dzikusek                                                 | Van Partible                                             | Hanna-Barbera                                                                         |
|                                              |                     |                                                              |                                                                   |                                                          |                                                                                       |
| 31                                           | 16.10.1996          | Godfrey and Zeke in: Lost Control                            | Zaginiony pilot                                                   | Jason Butler Rote, Zac Moncrief                          | Cartoon Network Studios                                                               |
|                                              |                     |                                                              |                                                                   |                                                          |                                                                                       |
| 32                                           | 23.10.1996          | Tumbleweed Tex in: School Daze                               |                                                                   | Robert Alvarez                                           | Cartoon Network Studios                                                               |
|                                              |                     |                                                              |                                                                   |                                                          |                                                                                       |
| 33                                           | 30.10.1996          | Buy One, Get One Free                                        |                                                                   | Charlie Bean, Carey Yost, Don Shank                      | Cartoon Network Studios                                                               |
|                                              |                     |                                                              |                                                                   |                                                          |                                                                                       |
| 34                                           | 06.11.1996          | Kitchen Casanova                                             | Kuchenny kasanowa                                                 | John McIntyre                                            | Cartoon Network Studios                                                               |
|                                              |                     |                                                              |                                                                   |                                                          |                                                                                       |
| 35                                           | 13.11.1996          | The Ignoramooses                                             |                                                                   | Mike Milo, Harry McLaughlin                              | Cartoon Network Studios                                                               |
|                                              |                     |                                                              |                                                                   |                                                          |                                                                                       |
| 36                                           | 01.01.1997          | Johnny Bravo and the Amazon Women                            | Johnny Bravo: Johnny i Amazonki                                   | Van Partible                                             | Hanna-Barbera                                                                         |
|                                              |                     |                                                              |                                                                   |                                                          |                                                                                       |
| 37                                           | 08.01.1997          | Phish and Chip in: Blammo the Clown                          |                                                                   | Butch Hartman, Michael Rann, Eugene Mattos               | Cartoon Network Studios                                                               |
|                                              |                     |                                                              |                                                                   |                                                          |                                                                                       |
| 38                                           | 15.01.1997          | Awfully Lucky                                                | Wielkie szczęście                                                 | Davis Doi                                                | Cartoon Network Studios                                                               |
|                                              |                     |                                                              |                                                                   |                                                          |                                                                                       |
| 39                                           | 22.01.1997          | Strange Things                                               |                                                                   | Mike Wellins                                             | Cartoon Network Studios                                                               |
|                                              |                     |                                                              |                                                                   |                                                          |                                                                                       |
| 40                                           | 29.01.1997          | Snoot’s New Squat                                            |                                                                   | Jeret Ochi, Victor Ortado                                | Cartoon Network Studios                                                               |
|                                              |                     |                                                              |                                                                   |                                                          |                                                                                       |
| 41                                           | 05.02.1997          | Larry and Steve                                              | Larry i Steve                                                     | Seth MacFarlane                                          | Cartoon Network Studios                                                               |
|                                              |                     |                                                              |                                                                   |                                                          |                                                                                       |
| 42                                           | 12.02.1997          | Sledgehammer O’ Possum in: What’s Goin' On Back There?!      |                                                                   | Patrick A. Ventura                                       | Hanna-Barbera                                                                         |
|                                              |                     |                                                              |                                                                   |                                                          |                                                                                       |
| 43                                           | 15.02.1997          | The Zoonatiks in: Home Sweet Home                            | Wszędzie dobrze, ale w zoo najlepiej                              | Paul Parducci, James Giordano, R.J. Reiley               | Cartoon Network Studios                                                               |
|                                              |                     |                                                              |                                                                   |                                                          |                                                                                       |
| 44                                           | 26.02.1997          | Swamp and Tad: Mission Imfrogable                            |                                                                   | John Rice, Achiu So                                      | Hanna-Barbera                                                                         |
|                                              |                     |                                                              |                                                                   |                                                          |                                                                                       |
| 45                                           | 05.03.1997          | Dino in: The Great Egg-Scape                                 | Dino w filmie: Wielka ucieczka                                    | Joseph Barbera                                           | Hanna-Barbera                                                                         |
|                                              |                     |                                                              |                                                                   |                                                          |                                                                                       |
| 46                                           | 28.11.1997          | Malcom and Melvin                                            |                                                                   | Ralph Bakshi                                             | Cartoon Network Studios                                                               |
|                                              |                     |                                                              |                                                                   |                                                          |                                                                                       |
| 47                                           | 28.11.1997          | Tales of Worm Paranoia                                       | Opowieści o robaczej paranoi                                      | Eddie Fitzgerald                                         | Cartoon Network Studios                                                               |
|                                              |                     |                                                              |                                                                   |                                                          |                                                                                       |
| 48                                           | 28.11.1997          | Malcom and Melvin in: Babe! He... Calls Me                   |                                                                   | Ralph Bakshi                                             | Cartoon Network Studios                                                               |
|                                              |                     |                                                              |                                                                   |                                                          |                                                                                       |
| SERIA DRUGA (CARTOON CARTOONS, 1998-2002)    |                     |                                                              |                                                                   |                                                          |                                                                                       |
|                                              |                     |                                                              |                                                                   |                                                          |                                                                                       |
| 49                                           | 06.11.1998          | Kenny and the Chimp: Diseasy Does It! or Chimp -n- Pox       | Kenny i Szympek: Niebezpieczne choroby                            | Mr. Warburton                                            | Hanna-Barbera                                                                         |
|                                              |                     |                                                              |                                                                   |                                                          |                                                                                       |
| 50                                           | 07.11.1998          | Mike, Lu & Og: Crash Lancelot                                |                                                                   | Mikhail Aldashin, Mikhail Shindel, Charles Swenson       | Kinofilm                                                                              |
|                                              |                     |                                                              |                                                                   |                                                          |                                                                                       |
| 51                                           | 21.08.1999          | King Crab: Space Crustacean                                  |                                                                   | Bill Wray                                                | Hanna-Barbera                                                                         |
|                                              |                     |                                                              |                                                                   |                                                          |                                                                                       |
| 52                                           | 09.06.2000          | The Grim Adventures of Billy & Mandy: Meet the Reaper        | Ponure przygody Billy’ego i Mandy: Billy i Mandy poznają Kosiarza | Maxwell Atoms                                            | Hanna-Barbera                                                                         |
|                                              |                     |                                                              |                                                                   |                                                          |                                                                                       |
| 53                                           | 16.06.2000          | Whatever Happened to Robot Jones?                            |                                                                   | Greg Miller                                              | Hanna-Barbera                                                                         |
|                                              |                     |                                                              |                                                                   |                                                          |                                                                                       |
| 54                                           | 23.06.2000          | Trevor!: Journey to Sector 5-G                               | Trevor!: Podróż do sektora 5-G                                    | Adam Shaheen, Jeff Rockburn                              | Cuppa Coffee Studios                                                                  |
|                                              |                     |                                                              |                                                                   |                                                          |                                                                                       |
| 55                                           | 30.06.2000          | Nikki                                                        |                                                                   | Debra Solomon, Todd Kessler                              | Sea Monkey Productions                                                                |
|                                              |                     |                                                              |                                                                   |                                                          |                                                                                       |
| 56                                           | 07.07.2000          | Foe Paws                                                     | Fajt Łapy                                                         | Chris Savino                                             | Hanna-Barbera                                                                         |
|                                              |                     |                                                              |                                                                   |                                                          |                                                                                       |
| 57                                           | 14.07.2000          | Prickles the Cactus                                          |                                                                   | Denis Morella                                            | Curious Pictures                                                                      |
|                                              |                     |                                                              |                                                                   |                                                          |                                                                                       |
| 58                                           | 21.07.2000          | Lucky Lydia: Club Lydia                                      |                                                                   | Arthur Filloy, Bob Camp                                  | FilmGraphics Entertainment, Frames Animation•Illustration, Bob Camp Productions, Inc. |
|                                              |                     |                                                              |                                                                   |                                                          |                                                                                       |
| 59                                           | 28.07.2000          | Longhair and Doubledome: Good Wheel Hunting                  |                                                                   | Gavrilo Gnatovich                                        | Knock-Knock Cartoons Ltd., LLC                                                        |
|                                              |                     |                                                              |                                                                   |                                                          |                                                                                       |
| 60                                           | 04.08.2000          | Lost Cat                                                     |                                                                   | David Feiss                                              | David Feiss, Inc.                                                                     |
|                                              |                     |                                                              |                                                                   |                                                          |                                                                                       |
| 61                                           | 11.08.2000          | Uncle Gus: For the Love of Monkeys                           |                                                                   | Lincoln Peirce                                           | Hanna-Barbera                                                                         |
|                                              |                     |                                                              |                                                                   |                                                          |                                                                                       |
| 62                                           | 18.08.2000          | Sheep in the Big City: In the Baa-ginning                    | Owca w Wielkim Mieście: Początki                                  | Mo Willems                                               | Curious Pictures                                                                      |
|                                              |                     |                                                              |                                                                   |                                                          |                                                                                       |
| 63                                           | 2000                | Thrillseeker: Putt 'n' Perish                                |                                                                   | Deborah Cone                                             | Hanna-Barbera                                                                         |
|                                              |                     |                                                              |                                                                   |                                                          |                                                                                       |
| 64                                           | 08.06.2001          | Captain Sturdy: Back in Action!                              |                                                                   | William Waldner, Ashley Postlewaite, Darrell Van Citters | Renegade Animation                                                                    |
|                                              |                     |                                                              |                                                                   |                                                          |                                                                                       |
| 65                                           | 15.06.2001          | Yee Hah & Doo Dah: Bronco Breakin' Boots                     |                                                                   | Kenny Duggan                                             | Pitch Production                                                                      |
|                                              |                     |                                                              |                                                                   |                                                          |                                                                                       |
| 66                                           | 22.06.2001          | IMP Inc.                                                     |                                                                   | Chris Reccardi, Charlie Bean                             | Cartoon Network Studios                                                               |
|                                              |                     |                                                              |                                                                   |                                                          |                                                                                       |
| 67                                           | 29.06.2001          | My Freaky Family: Welcome to My World                        |                                                                   | John McIntyre                                            | Cartoon Network Studios                                                               |
|                                              |                     |                                                              |                                                                   |                                                          |                                                                                       |
| 68                                           | 06.07.2001          | Major Flake: Soggy Sale                                      |                                                                   | Adam Cohen, Casper Kelly                                 | Kurtz + Friends Animation                                                             |
|                                              |                     |                                                              |                                                                   |                                                          |                                                                                       |
| 69                                           | 13.07.2001          | Utica Cartoon: Hotdog Champeen                               |                                                                   | Fran Krause, Will Krause                                 | Animation Cowboys                                                                     |
|                                              |                     |                                                              |                                                                   |                                                          |                                                                                       |
| 70                                           | 20.07.2001          | Codename: Kids Next Door – No P in the OOL                   | Klan Na Drzewie – Afera basenowa                                  | Mr. Warburton                                            | Cartoon Network Studios                                                               |
|                                              |                     |                                                              |                                                                   |                                                          |                                                                                       |
| 71                                           | 27.07.2001          | Swaroop: Bovine Bliss                                        |                                                                   | Mike Milo                                                | Warner Bros. Animation                                                                |
|                                              |                     |                                                              |                                                                   |                                                          |                                                                                       |
| 72                                           | 03.08.2001          | Ferret and Parrot                                            |                                                                   | Scott Morse                                              | Cartoon Network Studios                                                               |
|                                              |                     |                                                              |                                                                   |                                                          |                                                                                       |
| 73                                           | 17.08.2001          | A Kitty Bobo Show: Cellphones                                |                                                                   | Kevin Kaliher, Meg Dunn                                  | Cartoon Network Studios                                                               |
|                                              |                     |                                                              |                                                                   |                                                          |                                                                                       |
| 74                                           | 11.2001             | Uncle Gus: Not So Fast!                                      |                                                                   | Lincoln Peirce                                           | Red Sky Brand                                                                         |
|                                              |                     |                                                              |                                                                   |                                                          |                                                                                       |
| 75                                           | 23.08.2002          | Commander Cork: Space Ranger                                 |                                                                   | Mike Bell                                                | Cartoon Network Studios                                                               |
|                                              |                     |                                                              |                                                                   |                                                          |                                                                                       |
| 76                                           | 23.08.2002          | LowBrow                                                      |                                                                   | Jody Schaeffer, George Krstic                            | Cartoon Network Studios                                                               |
|                                              |                     |                                                              |                                                                   |                                                          |                                                                                       |
| 77                                           | 23.08.2002          | Longhair and Doubledome: Where There's Smoke... There's Bob! |                                                                   | Gavrilo Gnatovich                                        | Knock-Knock Cartoons Ltd., LLC                                                        |
|                                              |                     |                                                              |                                                                   |                                                          |                                                                                       |
| 78                                           | 23.08.2002          | Jeffrey Cat: Claw and Order – All Dogs Don't Go to Heaven    |                                                                   | Mark O’Hare                                              | Cartoon Network Studios                                                               |
|                                              |                     |                                                              |                                                                   |                                                          |                                                                                       |
| 79                                           | 23.08.2002          | Fungus Among Us                                              |                                                                   | Wes Archer                                               | Rough Draft Studios, Inc.                                                             |
|                                              |                     |                                                              |                                                                   |                                                          |                                                                                       |
| 80                                           | 23.08.2002          | Colin Versus the World: Mr. Lounge Lizard                    |                                                                   | Stu Gamble                                               | Square Centre Pictures Limited, Varga Budapest, Cartoon Network Europe                |
|                                              |                     |                                                              |                                                                   |                                                          |                                                                                       |
| 81                                           | 23.08.2002          | Maktar                                                       |                                                                   | Gavrilo Gnatovich                                        | Knock-Knock Cartoons Ltd., LLC                                                        |
|                                              |                     |                                                              |                                                                   |                                                          |                                                                                       |
| 82                                           | 23.08.2002          | Bagboy!                                                      |                                                                   | John Mathot, Ken Segall                                  | Cartoon Network Studios                                                               |
|                                              |                     |                                                              |                                                                   |                                                          |                                                                                       |